# The O2 Arena
The O2 Arena višenamjenski je stadion zatvorenog tipa na Poluotoku Greenwichu u jugoistočnom dijelu Londona. Gradnja je započela 2003., a otvoren je 2007. Po broju sjedećih mjesta drugi je po veličini u Ujedinjenom Kraljevstvu (nakon Manchester Arene), a 2008. bio je najprometnija koncertna dvorana na svijetu.
Izgrađen je ispod nekadašnjeg Millennium Domea, velike kupolaste zgrade izgrađene za izložbu koja slavi početak trećeg tisućljeća. Budući da se kupola još uvijek nalazi iznad stadiona, arenu se i dalje uglavnom naziva The Dome. Arena, pa tako i cjelokupni kompleks O2, nazvana je po glavnom sponzoru, telekomunikacijskoj tvrtki O2.

## Prodaja ulaznica
Iako je 2007. bio otvoren samo 200 dana (otprilike sedam mjeseci), za taj je stadion te godine prodano gotovo 1,2 milijuna ulaznica, zbog čega je postao treći najpopularniji stadion za održavanje koncerata i predstava za obitelj (iza Manchester Arene (1,25 milijuna) i Madison Square Gardena u New Yorku (1,23 milijuna)).
Do 2020. The O2 Arena i dalje je najprometnija glazbena dvorana na svijetu po prodaji ulaznica.
| Stadion                                             | Prodanih ulaznica za koncert 2017. |
| --------------------------------------------------- | ---------------------------------- |
| The O2 Arena, London, Engleska, UK                  | 1,443.232                          |
| Madison Square Garden, New York City, New York, SAD | 1,167.544                          |
| Manchester Arena, Manchester, Engleska, UK          | 1,072.079                          |
| SSE Hydro, Glasgow, Škotska, UK                     | 1,028.934                          |
| Barclays Center, Brooklyn, New York, SAD            | 936.794                            |
| Lanxess Arena, Köln, Njemačka                       | 931.394                            |
| Arena Monterrey, Monterrey, Meksiko                 | 906.290                            |
| Mexico City Arena, Mexico City, Meksiko             | 881.665                            |
| The Forum, Inglewood, SAD                           | 790.728                            |
| WiZink Center, Madrid, Španjolska                   | 784.699                            |

## Nagrade
- 2016. Pollstarova nagrada za međunarodnu dvoranu
- 2016. Nagrada Billboard Touring: Najbolja arena
- 2016. Nagrade London Venue: Najbolja glazbena dvorana
- 2016. Nagrade Drum UK Event: Velika dvorana godine
- 2017. Pollstarova nagrada za međunarodnu dvoranu

## Vanjske poveznice
- Službena stranica
- London 2012. Olympics profile